# Jean-Jacques Pauvert
Jean-Jacques Pauvert (Paris, 8 de Abril de 1926 - Toulon, 27 de Setembro de 2014) foi um editor francês.
Jean-Jacques Pauvert, editor francês conhecido por ter editado obras de referência da literatura erótica, que o tornaram popular e polémico. Entre 1945 e 1949 foi o primeiro a publicar integralmente e sob chancela editorial não-clandestina a obra do Marquês de Sade, o que lhe valeu um julgamento que durou sete anos, do qual saiu absolvido e sagrado paladino da liberdade de expressão e da luta contra a censura. Publicou outras obras eróticas como A História de O (em 1954), ou obras controversas como Hollywood Babylon (de 1959), de Kenneth Anger e os desenhos satíricos e iconoclastas de Maurice Sinet.
Morreu aos 88 anos, na sequência de um acidente vascular cerebral.